# Socialistische Vrouwenunie van Korea
De Socialistische Vrouwenunie van Korea (Koreaans: 조선사회주의녀성동맹) is een vrouwenorganisatie in de Democratische Volksrepubliek Korea (Noord-Korea). Samen met de Kimilsungistische-Kimjongilistische Jeugdliga, de Algemene Federatie van Vakverenigingen van Korea en de Unie van Landarbeiders van Korea geldt de Vrouwenunie als een van de belangrijkste massaorganisaties van het land. De organisatie telt tussen de 200.000 en 250.000 leden (2018). Veel leden van de Vrouwenunie zijn huisvrouw en niet aangesloten bij andere massaorganisaties (die vooral gericht zijn op mensen met een baan). Om te voorkomen dat zij onvoldoende ideologisch kunnen worden geïndoctrineerd worden zij aangemoedigd zich aan te sluiten bij de Socialistische Vrouwenunie.
Op het gebied van vrouweneducatie- en emancipatie heeft de organisatie gedurende haar bestaan (en vooral in de periode van vóór 1970) grote vooruitgang geboekt. Vrouwen die lid zijn van de Vrouwenunie worden aangemoedigd om te trouwen en kinderen te krijgen, zodat ze de rol van "socialistische moeders" kunnen vervullen.

## Geschiedenis
In 1926 werd een Anti-Japanse Vrouwenvereniging opgericht door linkse en communistische intellectuelen. Deze vereniging hield zich naast vrouwenemancipatie ook bezig met het opleiden van vrouwelijke guerrilla's die streden tegen de Japanse bezetting van Korea. De moeder van de latere Noord-Koreaanse president Kim Il-sung, Kang Pan-sok, was tot haar dood in 1932 leider van de Vrouwenvereniging. 
Op 18 november 1945 werd de Democratische Vrouwenunie opgericht als vrouwenorganisatie verbonden aan het Noord-Korea Bureau van de Communistische Partij van Korea. Lidmaatschap van de Vrouwenunie was niet alleen voorbehouden voor leden van de communistische partij; ook met het communisme sympathiserende en progressiefgeoriënteerde vrouwen konden zich aansluiten bij de Democratische Vrouwenunie. Op 20 januari 1951 verenigden de Democratische Vrouwenunie zich met de Zuid-Koreaanse Democratische Vrouwenunie tot de Koreaanse Democratische Vrouwenunie. Eerste voorzitster van deze organisatie werd Pak Chong-ae die deze functie tot een zuivering in 1965 bleef vervullen. Gaandeweg kwam de Vrouwenunie steeds meer onder controle te staan van de communistische Koreaanse Arbeiderspartij en was er steeds minder plaats voor niet-communistische vrouwen binnen de organisatie. In de jaren zestig, met de opkomst van de verheerlijking van de familie van Kim Il-sung, werd de moeder van Kim, Kang Pan-sok, die in de jaren twintig de eerste communistisch-georiënteerde Vrouwenvereniging leidde en in 1932 overleed, steeds meer voorgesteld als het ideaalbeeld van de Noord-Koreaanse vrouw. Er verscheen zelfs een leerboek waarin haar leven en haar strijd tegen de Japanse bezetter werd beschreven en die als cursusmateriaal door de Vrouwenunie werd gebruikt.
In 1965 verdween mevr. Pak Chong-ae van het politieke toneel, waarschijnlijk was zij het slachtoffer geworden van een zuivering binnen het partijkader. In 1971 werd Kim Song-ae, vrouw van Kim Il-sung aangesteld als voorzitster van de Vrouwenunie. Het is onduidelijk tot wanneer zij deze functie bekleedde. Zij overleed in 2014. Onder haar leiding ging de Vrouwenunie zich steeds nadrukkelijker richten op huisvrouwen. Zij dreigden als het ware "ideologisch verweesd" te raken omdat zij niet als vrouwen met een baan buitenshuis lid waren van andere massaorganisaties zoals vakbonden of boerenbonden. Door hen min of meer te verplichten zich aan te sluiten bij de Vrouwenunie en de verplichte bijeenkomsten te laten bijwonen konden ook zij op de hoogte gehouden worden van het zegenrijke beleid van de "Grote Leider." Sindsdien richt de Vrouwenunie zich steeds meer op indoctrinatie. Vanaf het einde van de jaren '80 maakte de officiële leer van marxisme-leninisme in Noord-Korea plaats voor Juche, zo ook binnen de Vrouwenunie. 

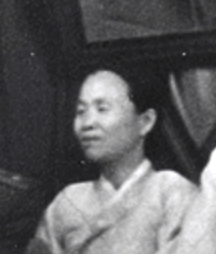
De eerste voorzitster, Pak Chong-ae (1946)

De huidige voorzitster is Jang Chun-sil, dochter van Pak Chong-ae. Een voorzitster van de Vrouwenunie is lid van het centraal comité van de Koreaanse Arbeiderspartij en lid van de Opperste Volksvergadering. Ook andere vertegenwoordigers van de Vrouwenunie hebben zitting in het parlement.
Tijdens het zesde congres in november 2016 werd de naam van de Democratische Vrouwenunie gewijzigd in Socialistische Vrouwenunie van Korea. 

## Periodiek
Het maandblad, Chosŏn Yŏsŏng ("Koreaanse Vrouw") verscheen voor het eerst in september 1946. Een Engelstalige versie verschijnt onder de naam Women of Korea.